# Parma Associazione Sportiva 1948-1949
Questa pagina raccoglie le informazioni riguardanti il Parma Associazione Sportiva nelle competizioni ufficiali della stagione 1948-1949.

## Stagione
Amara la stagione 1948-49 per il Parma che deve lasciare la categoria, con 37 punti in classifica si piazza quart'ultima con lo Spezia, nello spareggio netta vittoria dei liguri che condannano il Parma a retrocedere in Serie C con Lecce Seregno e Pescara. La Serie B con girone unico a 22 squadre si dimostra un torneo durissimo, basti pensare che il Napoli, attrezzato per un pronto ritorno in Serie A, si deve accontentare di un quinto posto. I ducali lottano per evitare la retrocessione ingaggiando ben sei allenatori per centrare l'obiettivo, Renato Cattaneo, Gino Giuberti, Tito Mistrali, Giuseppe Ferrari, Venuto Lombatti e Carlo Rigatti, un record nella storia della società crociata. Le 42 gare del torneo cadetto non bastano per decretare il verdetto finale, rimandato allo spareggio salvezza del 10 luglio 1949 giocato a Milano e perso contro lo Spezia (4-1), e si ritorna in Serie C. Unica nota positiva della stagione le 14 reti realizzate da Enzo Garavoglia, miglior marcatore crociato. Salgono in Serie A il Como con 60 punti ed il Venezia con 52 punti.

## Rosa
| N. |                   | Ruolo | Calciatore          |
| -- | ----------------- | ----- | ------------------- |
|    | Italia (bandiera) | P     | Renzo Bartolozzi    |
|    | Italia (bandiera) | P     | Renzo Cavallina     |
|    | Italia (bandiera) | P     | Mario Mori          |
|    | Italia (bandiera) | D     | Franco Franchini    |
|    | Italia (bandiera) | D     | Nino Gaibazzi       |
|    | Italia (bandiera) | D     | Luigi Lorini        |
|    | Italia (bandiera) | D     | Giovanni Manfrinato |
|    | Italia (bandiera) | D     | Adile Montanari     |
|    | Italia (bandiera) | D     | Sergio Persia       |
|    | Italia (bandiera) | D     | Luigi Vitto         |
|    | Italia (bandiera) | C     | Francesco Berruti   |
|    | Italia (bandiera) | C     | Elios Bonzagni      |

| N. |                   | Ruolo | Calciatore         |
| -- | ----------------- | ----- | ------------------ |
|    | Italia (bandiera) | C     | Aldo Curti         |
|    | Italia (bandiera) | C     | Giorgio Lori       |
|    | Italia (bandiera) | C     | Luciano Marchi     |
|    | Italia (bandiera) | C     | Natale Pellino     |
|    | Italia (bandiera) | C     | Renzo Sassi        |
|    | Italia (bandiera) | C     | Sergio Verderi     |
|    | Italia (bandiera) | A     | William Bronzoni   |
|    | Italia (bandiera) | A     | Aldo Foppiani      |
|    | Italia (bandiera) | A     | Enzo Garavoglia    |
|    | Italia (bandiera) | A     | Francesco Laucello |
|    | Italia (bandiera) | A     | Ugo Maestri        |
|    | Italia (bandiera) | A     | Algiso Toscani     |

## Risultati

### Campionato

#### Girone di andata
| Arbitro: | Pera (Firenze) |

|  |           |                         |
|  | Marcatori | 25’ Guarnieri 57’ Lenci |

| Arbitro: | Coppolone (Bari) |

|                                              |           |                             |
| Garavoglia 14’, 39’ Bronzoni 16’ Verderi 38’ | Marcatori | 30’, 71’ Badiali 48’ Traini |

| Arbitro: | Matucci (Seregno) |

|                |           |                     |
| Bassi 32’, 74’ | Marcatori | 36’, 66’ Garavoglia |

| Arbitro: | Parpaiola (Padova) |

|                        |           |  |
| Maesani 14’ Meroni 31’ | Marcatori |  |

| Arbitro: | Fornari (Bologna) |

|             |           |  |
| Verderi 83’ | Marcatori |  |

| Arbitro: | Valsecchi (Milano) |

|  |           |                      |
|  | Marcatori | 10’ Tolloi 87’ Beghi |

| Arbitro: | Buratti (Milano) |

|                 |           |               |
| Sega 35’ (rig.) | Marcatori | 6’ Garavoglia |

| Arbitro: | Massai (Pisa) |

|  |           |                          |
|  | Marcatori | 74’ (rig.) Santagiuliana |

| Arbitro: | Arietti (Siena) |

|                                    |           |                        |
| Parati 17’ Antolini 24’ Barera 28’ | Marcatori | 58’ Berruti 68’ Marchi |

| Arbitro: | Pizzato (Mestre) |

|               |           |  |
| Garavoglia 3’ | Marcatori |  |

| Arbitro: | Mosca (Napoli) |

|                                       |           |                |
| Ziz 53’ (rig.) D'Alconzo 78’ Polo 90’ | Marcatori | 65’ Garavoglia |

| Arbitro: | Bergomi (Milano) |

|  |           |                       |
|  | Marcatori | 1’ Masoni 31’ Rinaldi |

| Arbitro: | Zambotto (Padova) |

|                |           |            |
| Garavoglia 43’ | Marcatori | 5’ Taccola |

| Arbitro: | Selva (Torino) |

|                        |           |                |
| Como 26’ De Grandi 54’ | Marcatori | 37’ Garavoglia |

| Arbitro: | Coppolone (Bari) |

|                |           |              |
| Santamaria 82’ | Marcatori | 43’ Bronzoni |

| Arbitro: | Matucci (Seregno) |

|                           |           |                            |
| Berruti 4’ Garavoglia 23’ | Marcatori | 50’ Cozzolini 55’ Grazioli |

| Arbitro: | Cristianello (Bari) |

|              |           |  |
| Canavesi 46’ | Marcatori |  |

| Arbitro: | Bernardi (Savona) |

|              |           |                 |
| Cardinali 7’ | Marcatori | 4’, 60’ Toscani |

| Arbitro: | Codeluppi (Lodi) |

|             |           |  |
| Toscani 73’ | Marcatori |  |

| Arbitro: | Guarda (Mestre) |

|              |           |           |
| Bronzoni 26’ | Marcatori | 50’ Pozzo |

| Arbitro: | Bergomi (Milano) |

|                                    |           |              |
| Galeotti 32’ Bertolucci 80’ (rig.) | Marcatori | 89’ Bonzagni |

#### Girone di ritorno
| Arbitro: | Morielli (Genova) |

|            |           |              |
| Pietta 34’ | Marcatori | 60’ Bronzoni |

| Arbitro: | Valsecchi (Milano) |

|                                                  |           |  |
| Badiali 35’, 53’ Frizzi 44’, 49’ Cammoranesi 85’ | Marcatori |  |

| Arbitro: | Gamba (Napoli) |

|                |           |  |
| Garavoglia 86’ | Marcatori |  |

| Parma 13 febbraio 1949 25ª giornata | Parma         | 0 – 0 | Como | Stadio Ennio Tardini\| Arbitro: \| Massai (Pisa) \| |
| Arbitro:                            | Massai (Pisa) |       |      |                                                     |

| Arbitro: | Cambi (Livorno) |

|                              |           |  |
| Farina 64’, 86’ Pirovano 81’ | Marcatori |  |

| Arbitro: | Canavesio (Torino) |

|             |           |              |
| Forlani 20’ | Marcatori | 60’ Bronzoni |

| Arbitro: | Maurelli (Roma) |

|             |           |  |
| Berruti 84’ | Marcatori |  |

| Arbitro: | Balestrino (Oneglia) |

|                          |           |              |
| Santagiuliana 22’ (rig.) | Marcatori | 30’ Laucello |

| Arbitro: | Parpaiola (Padova) |

|  |           |            |
|  | Marcatori | 18’ Vivolo |

| Arbitro: | Silvano (Torino) |

|                                        |           |             |
| Loni 4’ Trapanelli 8’ Taccola 48’, 67’ | Marcatori | 50’ Toscani |

| Arbitro: | Moradei (Trieste) |

|              |           |  |
| Bronzoni 20’ | Marcatori |  |

| Arbitro: | Bernardi (Savona) |

|              |           |            |
| Di Marco 42’ | Marcatori | 83’ Marchi |

| Arbitro: | Garzelli (Livorno) |

|                  |           |  |
| Flumini 53’, 56’ | Marcatori |  |

| Arbitro: | Boffardi (Genova) |

|                                           |           |                           |
| Bronzoni 21’ Berruti 33’ Toscani 47’, 89’ | Marcatori | 62’ De Grandi 88’ Ferrari |

| Arbitro: | Cambi (Livorno) |

|              |           |  |
| Bronzoni 70’ | Marcatori |  |

| Arbitro: | Agnolin (Bassano del Grappa) |

|                      |           |                           |
| Bertoni III 31’, 55’ | Marcatori | 14’ (rig.) 38’ Garavoglia |

| Arbitro: | Marchetti (Milano) |

|             |           |                            |
| Toscani 78’ | Marcatori | 57’ Margiotta 84’ Magurano |

| Arbitro: | Canavesio (Torino) |

|                         |           |  |
| Berruti 5’ Bronzoni 84’ | Marcatori |  |

| Arbitro: | Pera (Firenze) |

|             |           |  |
| Venturi 57’ | Marcatori |  |

| Arbitro: | Savio (Torino) |

|             |           |             |
| Gambino 38’ | Marcatori | 31’ Toscani |

| Arbitro: | Bernardi (Savona) |

|                       |           |  |
| Garavoglia 59’ (rig.) | Marcatori |  |

### Spareggio Salvezza
| Arbitro: | Pieri (Trieste) |

|            |           |                                        |
| Marchi 85’ | Marcatori | 25’ Bragoni 37’, 63’ Pozzo 65’ Mangini |

## Statistiche

### Statistiche di squadra
| Competizione | Punti | In casa | In casa | In casa | In casa | In casa | In casa | In trasferta | In trasferta | In trasferta | In trasferta | In trasferta | In trasferta | Totale | Totale | Totale | Totale | Totale | Totale | DR  |
| Competizione | Punti | G       | V       | N       | P       | Gf      | Gs      | G            | V            | N            | P            | Gf           | Gs           | G      | V      | N      | P      | Gf     | Gs     | DR  |
| ------------ | ----- | ------- | ------- | ------- | ------- | ------- | ------- | ------------ | ------------ | ------------ | ------------ | ------------ | ------------ | ------ | ------ | ------ | ------ | ------ | ------ | --- |
| Serie B      | 37    | 21      | 11      | 4       | 6       | 23      | 19      | 21           | 1            | 9            | 11           | 19           | 40           | 42     | 12     | 13     | 17     | 42     | 59     | -17 |

### Statistiche dei giocatori
| Giocatore     | Campionato | Campionato |
| Giocatore     | Presenze   | Reti       |
| ------------- | ---------- | ---------- |
| R. Bartolozzi | 24         | ?          |
| M. Mori       | 3          | ?          |
| R. Cavallina  | 15         | ?          |
| M. Gennari    | 0          | ?          |
| I. Cocconi    | 0          | 0          |
| A. Montanari  | 37         | 0          |
| G. Manfrinato | 38         | 0          |
| A. Stagni     | 0          | 0          |
| S. Persia     | 2          | 0          |
| N. Galibazzi  | 15         | 0          |
| F. Franchini  | 17         | 0          |
| L. Vitto      | 37         | 0          |
| E. Bonzagni   | 35         | 1          |
| L. Lorini     | 5          | 0          |
| R. Sassi      | 1          | 0          |
| N. Pellino    | 1          | 0          |
| A. Curti      | 20         | 0          |
| D. Tosi       | 0          | 0          |
| L. Marchi     | 27         | 2          |
| F. Berruti    | 39         | 5          |
| F. Laucello   | 8          | 1          |
| E. Garavoglia | 33         | 15         |
| G. Lori       | 13         | 0          |
| A. Rota       | 0          | 0          |
| U. Maestri    | 8          | 0          |
| W. Bronzoni   | 40         | 10         |
| A. Toscani    | 33         | 8          |
| R. Branchi    | 0          | 0          |
| S. Verderi    | 11         | 2          |
| D. Sozzi      | 0          | 0          |